# Strzembowo
Strzembowo – wieś sołecka w Polsce położona w województwie mazowieckim, w powiecie płońskim, w gminie Naruszewo.
W latach 1975–1998 miejscowość administracyjnie należała do województwa ciechanowskiego.
Pałac w Strzembowie – murowany parterowy budynek o zróżnicowanej bryle został założony na planie wydłużonego prostokąta. W środkowej części widoczny piętrowy ryzalit z zadziwiająco nietypową arkadową fasadą. Ten wyjątkowy w architekturze polskiej motyw został zaczerpnięty z budownictwa sakralnego Dalekiego Wschodu. Moda na sztukę orientalną, w czasie gdy powstawał pałac, przejawiała się głównie w stosowaniu egzotycznych elementów w kompozycji wnętrz. Rzadko natomiast wykorzystywano te motywy w elewacjach. Podobne powiązania motywów zdobniczych znajdujemy w pałacach: Działyńskich w Arcugowie czy w Kórniku, Rzewuskich Bułowicach, a także pałac Woroncowych w Ałupce, na Krymie. Budynek murowany z cegły, otynkowany, zdobiony sztukaterią. Łączna powierzchnia około 1000 metrów kwadratowych.
Budowę Pałacu na zlecenie hrabiego Charzyńskiego, herbu Szeliga, rozpoczęto w 1870 roku z projektu jednego z najlepszych architektów Rosji w tym czasie Wiktora A. Schroetera, który zaprojektował Pałac Woroncowa w Ałupce na Krymie, w miejscu słynnej drewnianej rezydencji XVII wieku. W latach 1939–1944 pałac był siedzibą armii niemieckiej. Od 1949 roku pałac mieścił szkołę podstawową i mieszkania dla nauczycieli. W 2003 roku gruntowny remont (odbudowę pałacu i odtwarzanie oraz porządkowanie parku), rozpoczął prywatny inwestor właściciel.
Położony na niewielkim wzniesieniu pałac otoczony jest klasycznym parkiem angielskim z wieloma cennymi okazami wiekowych drzew, rosnących wokół stawu. Do parku od strony zachodniej przylegają łąki. Staw stanowi jakby podstawę całego rzutu wizualnego posiadłości – stanowi estetyczne odniesienie do otaczającego go starodrzewu i – przede wszystkim – do górującego nad terenem pałacu. W 2005 r. całkowicie oczyszczono jezioro i odbudowano park.
W 2018 zakończył się gruntowny remont pałacu wykonany na zlecenie nowego właściciela obiektu. Właściciel, miłośnik historii wraz z małżonka, z zawodu architekt, z pasji artysta malarz, zadbali o przywrócenie oryginalnej klasy oraz elegancji budowli. Obecnie budynek pełni role prywatnej rezydencji. W zabytkowym parku zostały odtworzone alejki, chodniki, dojazdy, a całość została oczyszczona i zrewitalizowana. Zadbano również o odpowiednie nasadzenia, teren wyposażono w latarnie, ławeczki oraz inne atrybuty zabytkowego parku. Na jesieni 2018 rozpoczęto prace mające na celu uruchomienie w obrębie posiadłości, pierwszej w tym regionie winnicy. Budynek znajduje się pod ciągłą opieką zatrudnionego konserwatora, ogrodnika oraz mieszkających na stałe właścicieli pałacu Aleksandry i Adama Guzowskich.